# Переселення індіанців

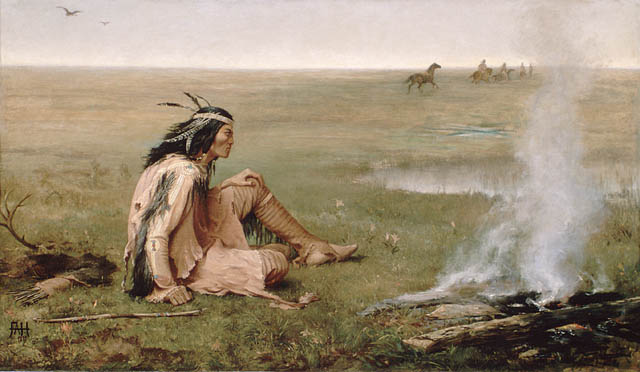
Хворий індіанець, залишений у прерії на смерть своїми одноплемінниками. Худ. Френсіс Енн Гопкінс (1872)

Переселення індіанців — політика етнічних чисток щодо корінних народів, переселення індіанських племен з південно-східних штатів на Індіанську територію на захід від річки Міссісіпі, що проводилася в XIX столітті урядом США.

## Передумови
У часи президентства Томаса Джефферсона, позиція американського уряду полягала в тому, щоб дозволити індіанським племенам залишитися на їхніх землях на схід від Міссісіпі, якщо вони будуть згодні «цивілізуватися». Джефферсон вважав, що консолідація індіанських племен на Великих Рівнинах убереже їх від руйнівного контакту з європейською цивілізацією, а також не дасть білим поселенцям розсіятися занадто широко. На початку XIX століття місіонер-баптист Айзек Маккой навіть виступив з ідеєю створення окремого індіанського штату на Великих Рівнинах, де індіанців можна було б навчити принципам християнства і європейської цивілізації, — але в Конгресі його ідею не побажали розглянути всерйоз.
Проте, зростання населення США, розвиток міст, транспортної системи і комерції в перші десятиліття після Війни за незалежність вимагали активного розвитку сільського господарства. Влада США домагалися укладення з племенами договорів про викуп землі. Ще на початку XIX століття виникла ідея «земельного обміну», тобто обміну індіанських земель на південному сході США на дикі території на захід від Міссісіпі. Вперше з цією ідеєю 1803 року виступив Джефферсон; перші договори укладено 1817 року, коли черокі погодилися поступитися двома великими ділянками землі на сході в обмін на ділянки рівної площі на території сучасного штату Арканзас, після чого з'явилися інші договори подібного роду.
1823 року Верховний суд США, розбираючи земельні спори, в низці своїх рішень виробив так звану Доктрину відкриття, згідно з якою відкриті європейськими колонізаторами «незайняті» землі Америки законно належать їх «першовідкривачам», а корінні американці втратили право на незалежність і можуть займати ці землі як орендарі. «Бог не вказав би англійцям шляху до Нового Світу, якщо б він не мав намір віддати його їм у володіння». Таким чином відбирання землі у корінних народів отримало «законне» обґрунтування.
Практика витіснення індіанців тривала протягом кількох десятиліть, проте остаточно оформилася в офіційну політику держави при президентах-демократах Джексоні і Ван Бюрені (1830-40-і роки). Джексон і його прихильники, які бачили в індіанських племенах перешкоду на шляху цивілізації, виступали за переселення індіанців з багатого Південного Сходу США на дикі землі Великих рівнин. Підсумком стало прийняття 1830 року Закону про переселення індіанців, після якого процес витіснення індіанців прискорився.
Формально переселенню підлягали тільки індіанці, які бажали зберегти племінне самоврядування. Індіанці, які були згодні прийняти громадянство США, могли залишитися. Однак, ці індіанці зазнавали дискримінації і жорсткого тиску з боку місцевого білого населення. Процес видавлювання індіанців зі Сходу США тривав аж до початку XX століття.

## Хід переселення
Згідно із законом, президент отримував право на укладення договорів з індіанцями про земельний обмін, крім того, Конгрес США виділив асигнування на покриття витрат і захист індіанських племен під час і після переселення. Як наслідок, більше 100 000 індіанців переселилися на захід, головним чином на так звану Індіанську територію в сучасному штаті Оклахома. За вісім років президентства Джексона було викуплено 100 мільйонів акрів (40 мільйонів га землі на суму близько 68 мільйонів доларів.
Однак, насправді, процес проходив не так гладко, як це виглядало на папері. Хоча переселення декларувалося як добровільне, ті, що залишилися, мали підкоритися федеральним законам, які знищували їхні племінні й особисті права, і зазнати нескінченних утисків з боку білих поселенців. Поширеною була практика тиску і підкупів, щоб примусити вождів до підписання земельних договорів з владою білих. Це спричинило поділ усередині самих племен. Уряд США вирішив нехтувати тих вождів, хто чинив опір переселенню, і мати справу з тими, хто виступав за нього.

Часто переїзд на нові місця проходив у жахливих умовах. Багато індіанців не мали коштів на провізію та транспорт, були змушені йти пішки. Через антисанітарні умов, сувору зиму і недоїдання починалися хвороби, багато вмирали від голоду. Переселення супроводжувалося пограбуванням майна індіанців. Федеральні війська, які мали супроводжувати і захищати переселенців, через дезорганізацію лише збільшували їхні злигодні. Алексіс де Токвіль, який приїхав 1831 року в США, щоб написати книгу про тамтешню демократію, був вражений побаченим:
Неможливо уявити жахливих страждань, що супроводжують ці вимушені переселення. На той момент, коли індіанці полишають рідні місця, їхнє число вже зменшилося, вони змучені. Краї, де вони збираються поселитися, займають інші племена, які дивляться на тих, що прийшли сюди, з тривогою та підозрою. Позад них — голод, попереду — війна й скрізь — злигодні. […] Того року [в кінці 1831 року] стояв незвичайний холод, землю вкривав злежаний сніг, по річці пливли величезні крижини. Індіанці йшли з родинами, з ними були поранені, хворі діти, немовлята й близькі до смерті люди похилого віку. Вони не мали ні наметів, ні повозів, тільки мали трохи провізії та зброю. […] Я гадаю, що індіанська раса в Північній Америці приречена на загибель, і не можу позбутися думки, що до того часу, коли європейці дійдуть до Тихого океану, її більше не буде.— 
За твердженням Адольфа Гітлера, «свої ідеї створення концентраційних таборів і доцільності геноциду він почерпнув з вивчення історії… США. Він захоплювався тим, що… в свій час на Дикому Заході створено табори для індіанців. Перед своїми наближеними він часто вихваляв ефективність американської техніки фізичного винищення — голодом і нав'язуванням боротьби в умовах нерівності сил».

### Переселення південних племен
Переселення п'яти південних племен (так званих П'яти цивілізованих племен) отримало назву Дороги сліз.
| Народ    | Чисельність до укладення договору | Рік підписання договору                   | Роки переселення | Кількість добровільних і депортованих переселенців | Кількість тих, що залишилися на південному сході | Кількість померлих під час переселення | Кількість померлих під час військових дій |
| -------- | --------------------------------- | ----------------------------------------- | ---------------- | -------------------------------------------------- | ------------------------------------------------ | -------------------------------------- | ----------------------------------------- |
| Чокто    | 19554 + 6000 чорних рабів         | Договір струмка Кролика, Що Танцює (1830) | 1831-1836        | 12500                                              | 7000                                             | 2000-4000 + (холера)                   | ?                                         |
| Крики    | 22700 + 900 чорних рабів          | Куссетський договір (1832)                | 1834-1837        | 19600                                              | ?                                                | 3500 (від хвороб після переселення)    | ?                                         |
| Чикасо   | 4914 + 1156 чорних рабів          | Договір струмка Понтоток (1832)           | 1837-1847        | більше 4000                                        | сотні                                            | деякі померли від хвороб               | ?                                         |
| Черокі   | 21500 + 2000 чорних рабів         | Договір в Нью-Ечоті (1835)                | 1836-1838        | 20000 + 2000 рабів                                 | 1000                                             | 2000-8000                              | ?                                         |
| Семіноли | 5000 + збіглі раби                | Договір Пейнз-Лендінг                     | 1832-1842        | 2833                                               | 250-500                                          |                                        | 700 (Друга семінольська війна)            |

Деякі числа округлено.

#### Чокто
Чокто першими підписали договір про переселення. Основна маса була налаштована категорично проти, однак п'ятдесятьох делегатів від племені підкупили і за Договором струмка Кролика, Що Танцює, укладеним 27 вересня 1830 року, поступилися східними територіями уряду США.
Через антисанітарні умови і голод, під час переїзду чокто зазнали великих втрат. Суворої зими 1830—1831 багато померли від запалення легенів, влітку почалася епідемія холери, від якої люди вмирали сотнями. Армія, яка супроводжувала плем'я в дорозі, перетворилася із захисників на погоничів. 6-7 тисяч осіб, які мали рушити в дорогу пізніше, вважали за краще прийняти громадянство США. Однак, попри спроби військового міністерства захистити тих, що залишилися, чокто опинилися під тиском білих поселенців, шахраїв, виноторговців, які незаконно захоплювали або обманом виманювали їхні землі і не зупинялися перед прямим насильством. Витіснення чокто зі штату Міссісіпі тривало аж до початку XX століття. Уряд штату прийняв закон, за яким чокто заборонялося пропагувати якісь погляди на переселення. Можливо це пов'язано з відомим Прощальним листом американському народу майбутнього вождя чокто Джорджа Гаркінса.

#### Черокі
Переселити плем'я черокі на захід пропонував ще президент Джефферсон на початку XIX століття. Тричі групи черокі добровільно переселятися на захід, на територію сучасного Арканзасу, але й там їх негайно оточували білі поселенці, мисливці і траппери, змушуючи переходити ще далі на захід. Федеральний уряд, що підписав з ними договір 1828 року, оголосив нову територію їхнім «вічним домом» і дав «урочисту гарантію», що ці землі ніколи не будуть відняті, однак витіснення корінних американців тривало.
У посланні до Конгресу 1829 року президент Джексон порадив індіанцям залишити землі в Джорджії й Алабамі і перебиратися через Міссісіпі. Тоді ж закони штату Джорджія відняли у черокі їхні землі, ліквідували чероцький уряд. Тих, хто відмовляв одноплемінників від переїзду, ув'язнювали. Індіанці не мали права свідчити в суді проти білих, шукати золото на власній землі і влаштовувати збори. На протест федеральному уряду вони отримали пораду вирушати «до призахідного сонця», де жодному білому не буде дозволено селитися поруч з ними. Навіть коли уряд штату ввів до них війська і почало продавати їхні землі, закривати школи, знищувати майно, черокі дотримувались ненасильницького опору.
1834 року сімсот осіб погодилися вирушити на захід. 81 особа померла в дорозі, половина з решти померла протягом першого року після переселення, переважно від холери і кору. 1835 році Ендрю Джексон звернувся до чероцьких представників з лицемірною тирадою: «Друзі мої! Ви самі бачите, що принесла вам т. зв. цивілізація! Вирушайте на Індіанську територію за Міссурі — і там живіть тим життям, яке вам подобається!». Того ж 1835 року представники чероків у Нью-Ечоте підписали договір, хоча на підписання з'явилось усього п'ятсот осіб із 17 тисяч. У квітні 1838 року Мартін ван Бюрен наказав увести війська на територію черокі і депортувати їх на захід. 1 жовтня 1838 року перші переселенці пустилися в Дорогу сліз, до кінця якої не дійшли близько чотирьох тисяч.

#### Крики
Крики боролися за право залишатися на своїй землі від початку колонізації Америки. На 1832 рік вони опинилися на невеликій ділянці в Алабамі в оточенні багатотисячних білих поселень. Столітній індіанець на ім'я Плямиста Змія так відгукнувся про політику президента Джексона: «Брати! Я вислухав багато промов нашого великого батька. Але вони завжди починалися і закінчувалися одним і тим самим: „Відсуньтеся трохи, ви надто близько від мене“».
Повіривши обіцянкам уряду, делегати криків підписали у Вашингтоні договір про переселення за Міссісіпі, однак протягом декількох днів уряд США порушив договір. Маскоги відмовилися йти на захід. Почалися набіги індіанців, що голодували, на ферми білих, а місцеве ополчення під цим приводом атакувало індіанські селища. Так розпочалася Друга крикська війна 1836—1837 років, у якій нечисленні воїни криків чинили опір тисячам солдатів. Армія почала насильницьке виселення індіанців на захід без будь-якого відшкодування за покинуту землю або майно. «До середини зими нескінченна низка з більш ніж 15 000 криків, що, ледве шкандибали, простяглася через весь Арканзас від кордону до кордону».

#### Семіноли
Купівля Флориди в Іспанії 1819 року відкрила для білих американців родючі землі семінолів. 1823 року у форті Моултрі підписано договір, за яким семіноли мали залишити прибережні території і переселитися вглиб країни, тобто на болотисті землі центральної Флориди, мало придатні для житла. За згоду підписати цей договір семінольські представники отримали великі земельні ділянки на півночі штату.
Навесні 1832 року семінолів зібрали в Пейнз-Лендінгемі на річці Оклаваха. Агент у справах індіанців (чиновник, уповноважений вести справи з індіанцями від імені уряду США) запропонував їм перебратися на землі криків в Арканзасі і повернути всіх рабів-утікачів законним господарям, але не отримав загальної згоди. Однак, за укладеним там договором семіноли мали переселитися, якщо делегація з семи вождів, оглянувши західні землі, визнала б їх придатними для житла. У березні 1833 року вожді підписали заяву про те, що територія придатна, але після повернення до Флориди відмовилися від неї, пославшись на те, що на них чинили тиск і що вони в жодному разі не мали права вирішувати за всі племена і фратрії.
У квітні 1834 року Сенат ратифікував договір, давши семінолам рік на те, щоб перебратися на захід від Міссісіпі. Того ж року отримав призначення новий індіанський агент Вайлі Томпсон. Він скликав семінольских вождів у жовтні 1834 року і закликав їх переселитися, але у відповідь почув відмову. Тоді Томпсон запросив військової допомоги, і армія розпочала підготовку до депортації. На початку 1835 року президент Джексон пригрозив індіанцям, що якщо вони не підуть на захід добровільно, їх змусять військовою силою. Кілька вождів погодилися на переїзд за умови відтермінування, решта відповіли відмовою. Зростання опору семінолів очолив молодий вождь Оцеола. Почалися збройні сутички між білими й індіанцями, які переросли в Другу семінольську війну, що тривала до 1842 року, поки в семінолів не вичерпалися сили.
Долю Оцеоли і практику переселення семінолів зображено у відомому романі Майн Ріда «Оцеола, вождь семінолів».

### На півночі
Північні індіанці (які населяли територію сучасних штатів Огайо, Індіана, Іллінойс, Мічиган і Вісконсин, а також північно-східної частини Міннесоти) були нечисленними і розрізненими, порівняно з південними, тому процес укладення договорів та еміграції проходив поступово, невеликими групами. Племена шауні, оттава, потаватомі, сауків і фоксів підписали договори і перебралися на Індіанську Територію. 1832 році вождь сауків Чорний Яструб очолив групу сауків і фоксів, які вирішили повернутися на свої землі в Іллінойсі, що призвело до війни, названої його ім'ям — Війна Чорного Яструба. Федеральні війська й іллінойське ополчення розгромили індіанську армію.